# Cratichneumon arizonensis
Cratichneumon arizonensis là một loài tò vò trong họ Ichneumonidae.